# 鋼鐵人
鋼鐵人（英語：Iron Man），本名安東尼·愛德華·史塔克（英語：Anthony Edward Stark），暱稱東尼·史塔克，是一位由漫威漫畫創作的超級英雄，由史丹·李、拉里·李伯、唐·赫克與杰克·科比共同創造，首次出現於《懸疑故事》#39（1963年3月），臺灣老三台於1970年代曾經以《萬能金鋼》之名播出此作的改編卡通。
在IGN於2011年評出的100漫畫英雄中，鋼鐵人排名第12位，在2012年的“50大復仇者”名單中排名第三。

## 出版歷史
鋼鐵人是由多位作者的合作產生的，其中包括編輯兼編劇史丹·李、編輯拉里·李伯、負責繪製早期的鋼鐵人漫畫故事的畫家唐·赫克以及設計第一套鋼鐵人動力服並繪製鋼鐵人首次亮相的漫畫書的封面底稿的漫畫家傑克·科比。赫克設計出東尼·史塔克與其秘書小辣椒·波茲的面容。史丹·李參照霍華德·休斯設計出東尼的性格，他解釋說“霍華德·休斯是我們這個時代中最多采多姿的人物之一。他是一位發明家、冒險家、富豪、花花公子，還是一個愛國瘋子。”
鋼鐵人的早期故事多為13頁，但有時候會是18頁的冒險故事，而在《懸疑故事》中出現的其他篇幅則多為短篇的科幻與靈異故事。首次出現的鋼鐵人身穿一套笨重的灰色裝甲，在第二篇故事中（#40，1963年4月出版），鋼鐵人的裝甲被重新設計成外觀十分相似但顏色為金色的版本，而鋼鐵人現在最為人熟悉的金色與紅色的流線型裝甲出現在#48（1963年12月出版）中，由史蒂夫·迪特科繪製（但究竟是他或是傑克·科比，單獨或合作設計出這個版本的鋼鐵人則仍不詳）。
自#59（1964年11月）開始，鋼鐵人和美國隊長分別領銜於改版為一本書兩個故事形態的《懸疑故事》漫畫。《懸疑故事》的最後一期（第99期，1968年三月）出版後，該漫畫改名為《美國隊長》；鋼鐵人則出現於單篇漫畫《鋼鐵人與深海人》第一期中，隨即首次出現於專屬於自己的漫畫《無敵的鋼鐵人》第一期。
鋼鐵人最初被塑造成一個對抗共產主義的超級英雄。在隨後的鋼鐵人漫畫中，科技演進與國家防衛則是常見的題材；不過在晚期的漫畫中史塔克逐漸演變成一個更複雜也更脆弱的角色，故事包括了史塔克的酗酒與其他個人問題。
編劇常將鋼鐵人描繪為人類創造力與人性缺陷的象徵。他常成為好友美國隊長與雷神索尔的對比，前者凸顯了干涉主義與合作妥協的差異，後者則凸顯了科學與靈異的差別。在鋼鐵人大部分的過去歷史中，他都是超級英雄團體復仇者聯盟的成員，並在數個以鋼鐵人命名的漫畫期刊中出現。

## 人物經歷

### 起源

《懸疑故事》#39：鋼鐵人首次登場。封面由杰克·科比和唐·赫克共同繪製。

安東尼·愛德華·“東尼”·史塔克（Anthony Edward "Tony" Stark）出生於美國紐約州長島，著名企業家兼天才發明家霍華·史塔克的兒子。東尼在小時候已經展現驚人的天賦，年僅15歲就成功入讀麻省理工學院的電子工程學系大學部就讀，並在19歲時以第一名的成績獲得雙碩士學位畢業。霍華與其妻子瑪莉亞·史塔克在東尼21歲時死於一場車禍意外（實際上是被九頭蛇洗脑后的酷寒戰士刺殺），東尼後來繼承了父親創辦的史塔克工業，東尼接管公司後作出的第一件事就是買下製造他的父母的車上有瑕疵的煞車系統的公司並修正其設計上的缺陷。
在某次前往越南（真人版電影為阿富汗）視察史塔克工業新出產的微型晶片對美軍在戰場上助益的旅程中，東尼誤入陷阱而被俘虜。俘虜他的人是一位名叫王秋的越南軍閥（真人版電影為一個名叫十環幫的恐怖組織），東尼的心臟由於被陷阱的碎片插入而命在旦夕，唯一的活路就是跟同為俘虜的一位著名物理學家何伊申合作為王秋製造武器，但東尼和伊申私下卻利用王秋提供的工具偷偷設計出並製造了一套動力裝甲，這副鐵製外骨骼式的護甲賦予了東尼強大的力量和其他能力，不但能讓他的心臟繼續跳動，還擁有足夠的力量來讓他逃脫。伊申犧牲自己的性命讓東尼擁有足夠的時間穿上這副笨重的裝甲，成為了超級英雄「鋼鐵人」的東尼則殺死了王秋和其手下。
在逃亡的途中，穿着鋼鐵人動力服的東尼遇見了一名受傷的美國空軍直升機飛行員吉姆·羅德斯（Jim Rhodes）並自稱是東尼的保鏢，兩人合力抵禦尾隨而來的北越追兵直到抵達美軍的前線。
東尼在回到美國後繼續改良這副裝甲，建立起冒險家和超級英雄的雙重身份，並且大幅拓展了史塔克工業，後來改名為史塔克國際企業（Stark International）。	
史塔克工業將世界各地的很多公司收購於其旗下，在2008年的連載漫畫中提及台北101也是史塔克工業名下的大樓，但在一次意外中被炸毀。
鋼鐵人以東尼的保鏢和史塔克工業的吉祥物為偽裝身分，敵人包括威脅自己公司的反派或如黑寡婦、緋紅機甲和鈦甲人等代表共產主義國家的對手，其最大死敵則為當初指派王秋綁架自己的滿大人。黑寡婦與緋紅機甲最終投誠至美國，黑寡婦的手下鹰眼甚至轉為復仇者聯盟的成員。由於東尼刻意營造自己的富有花花公子與企業家的形象，所以完全沒有人懷疑他就是鋼鐵人。此時東尼有兩位重要的配角，分別是司機快樂·霍根與秘書小辣椒·波茲，東尼最終都向兩人透露了自己的雙重身分。
早期的鋼鐵人漫畫故事有著十分濃厚的反共產主義色彩，這種姿態在越南戰爭時期的反戰風潮興起後逐漸軟化。這改變牽涉了一系列的故事讓東尼仔細地重新思考他的政治觀和為軍方製造軍火的道德定位；雖然東尼有著花花公子的形象，但他的個性與政治觀一直都十分保守。他經常顯露出自傲的態度而且只求結果不論過程，這讓他在平民身分與超級英雄身分中都時常與周圍的人產生衝突。
東尼十分富有，同時也是一位知名慈善家。他將兒時的老家捐出成為復仇者大宅，並藉由以母親名字命名的非營利組織瑪莉亞·史塔克基金會（Maria Stark Foundation）向復仇者聯盟提供營運的資金。該基金會並不與東尼的事業有任何關連，即使其事業停頓也不會影響史塔克工業運作。東尼還為其他超級英雄提供科技上的支援，包括為美國隊長設計數個供他替換的盾牌、復仇者聯盟所使用的復仇者昆式戰機、X戰警所使用的顯像器和蜘蛛人的第二套裝甲服。東尼的心臟問題最後終於被大眾發覺並以人工心臟治癒。

### 1970到1980年代
在《瓶中惡魔》故事中，東尼養成了極度依賴酒精的習慣，酗酒問題第一次浮上台面是當東尼發覺國防機構神盾局長期收購其公司的股權，藉以控制他的公司來確保東尼會持續為他們設計武器。同時，東尼在生意上的勁敵賈斯汀·漢默雇用了科技超級反派攻擊東尼；鋼鐵人的裝甲甚至一度被奪去用來謀殺一位外國大使。雖然鋼鐵人一開始並沒有成為懷疑的對象，但東尼仍被迫交出動力裝甲給有關當局。最後東尼與已經成為他的私人飛機師與親信的吉姆·羅德斯調查出並擊敗幕後的黑手，但漢默往後仍將再回對東尼造成威脅。最後在當時女友貝瑟尼·凱波、眾友人與員工們的支持下，東尼渡過了這次難關，並一度克服了酗酒的問題。
儘管他從這次令人痛苦的個人審判中恢復過來，當他與毀滅博士對抗時，東尼的生活也變得更加複雜。他們在戰鬥中意外地回到了亞瑟王時代。在那裡，鋼鐵人阻止了毀滅博士試圖尋求女巫摩根娜勒菲援助的計畫，毀滅博士則發誓要對東尼進行致命的報復。這段故事出版於毀滅任務。
一段時間後，一個無情的對手奧比戴亞·史坦使東尼在情感上陷入嚴重的複發。結果，史坦成了史塔克國際新的CEO，東尼失去了史塔克國際的控制權，成為一個無家可歸的酗酒流浪者，並放棄了他的裝甲身份給羅德斯，後者成為新的鋼鐵人。最終，東尼恢復並加入了一家新創業公司-Circuits Maximus。東尼專注於新的技術設計，包括建立一套新的裝甲作為他的恢復療法的一部分。羅德斯則繼續擔任鋼鐵人，但由於盔甲沒有經過適當的校準以供他使用，因此變得更具攻擊性和偏執性。最終羅德斯情緒失控，東尼不得不穿上原始的盔甲的複製品來阻止他。東尼完全康復後，他再次面對史坦，後者根據史塔克國際的技術為設計自己設計了一套盔甲，並稱自己為“鐵霸王”。此後不久，東尼重獲個人財富，但決定不再買下史塔克國際公司，相反的，他創建了總部設在洛杉磯的新公司史塔克企業。

### 1980年代末和1990年代
為了阻止其他人濫用他的設計，東尼開始禁用其他使用基於鋼鐵人技術的裝備的裝甲英雄和反派，其設計被他的敵人間諜大師偷走。他尋求摧毀被盜技術 - 最初被稱為“史塔克戰爭”，但更常被稱為“ 裝甲戰爭 ” - 嚴重損害了他作為鋼鐵人的聲譽。在攻擊和禁用一系列使用他的技術的機甲惡棍如高蹺人之後，他攻擊並擊敗了被稱為刺魟的政府官員。當東尼意識到刺魟的盔甲沒有包含他的任何設計時，情況惡化了。他在秘密追捕他的議程時公開“解僱”鋼鐵俠。他利用雜誌報導，希望幫助禁用任何人使用鋼鐵人盔甲和禁用被稱為曼德里德的神盾局特工的盔甲，以及衛兵的盔甲。在這個過程中，鋼鐵人和羅德斯允許一些在超級罪犯監獄金庫的惡棍逃逸。這導致美國政府宣布鋼鐵人為危險歹徒，並嚴重損害東尼與史蒂夫·羅傑斯（美國隊長）的關係。鋼鐵人前往俄羅斯，在戰鬥中無意中造成了蘇聯鈦人的死亡。回到美國後，他面臨著一個由政府委託的名為火能的敵人。由於無法擊敗他，東尼偽造了鋼鐵人的死亡，打算永久退休。最後當火能變得粗暴時，東尼創造了一套新盔甲，並聲稱自己是一個穿著盔甲的新人。
不久之後，東尼被精神失衡的前情人凱西·戴爾 (Kathy Dare) 嚴重傷害。她在射中了他的軀幹中心，傷了他的脊椎，使他癱瘓。東尼接受了特殊手術，將神經芯片植入脊柱以恢復活動能力。但他不知道，神經芯片是一種秘密手段，通過它可以使人控制自己的身體。競爭對手馬爾斯雙胞胎(Marrs Twins)和他們的夥伴奇爾森·迪威特在後來被稱為“裝甲戰爭II”的陰謀中落後。在迪威特幾次測試操縱東尼成功後，東尼發現使用他的Encephalo Armor可以抵消迪威特的控制。作為回應，迪威特突然放棄了神經芯片的控制權，導致東尼的身體痛苦不堪。持續對抗這樣的痛苦導致東尼的身體受到巨大的神經損傷。東尼的神經系統繼續衰竭，他構建了一個由人工神經迴路組成的“皮膚”來輔助它。東尼開始駕駛並遙控鋼鐵人盔甲，但在面對沉默大師 (Masters of Silence) 時，遠程遙控鋼鐵人裝甲被證明不足對抗強大的敵人。東尼設計了一套更為全副武裝的新盔甲，即“可變威脅反應戰鬥服” (Variable Threat Response Battle Suit) 。最終，神經系統的損害對他變得過於龐大。東尼假裝死亡，他將自己置於假死狀態，羅德斯接管了斯塔克企業的運作和鋼鐵人的身分，儘管他使用了戰爭機器裝甲。東尼最終通過使用芯片創建一個全新的（人工）神經系統完全康復，並在新的裝甲中恢復為鋼鐵人。當羅德得知東尼偽造自己的死亡讓他接管史塔克工業時，他十分憤怒，兩個朋友就此分道揚標，羅德斯繼續擔任戰爭機器的獨立英雄生涯。
在復仇者聯盟的故事“穿越 (The Crossing) ”揭示了鋼鐵人為團隊中的叛徒，由於時間旅行者征服者康的多年洗腦。東尼作為康的臥底特工殺死了異人族公主水晶和快銀的女兒月神的保姆瑪麗拉(Marilla)，以及女黃衫俠麗塔·德瑪拉，接著是復仇者聯盟的盟友阿曼達·查尼 (Amanda Chaney) 。“ 永遠的復仇者 ”限量系列將這些事件重新定義為偽裝的永生者，而不是康的計畫，且精神控制只能回溯幾個月。
為了尋找幫助以擊敗東尼和康，復仇者回到過去，從另一個時間線招募一名十幾歲的東尼來幫助他們。年輕的東尼偷走了鋼鐵人套裝，以幫助復仇者對抗年長的東尼。年輕的自己震撼了年長的東尼，足以讓他重新獲得對他行為的瞬間控制，他犧牲了自己的生命來阻止康。年輕的東尼後來打造了自己的裝甲，成為新的鋼鐵人至現在。
“狂攻傳奇”故事中，在與一個名為狂攻的生物的戰鬥中，十多歲的東尼和許多其他超級英雄一起死去。在“英雄重生”故事中，驚奇先生的兒子富蘭克林·理查茲創造了一個口袋世界保留了這些“已經死亡”的英雄，其中東尼再次成為成年英雄，因富蘭克林是以他最熟悉的形式重建口袋宇宙中的英雄，而不是現在的樣子。重生的成年人東尼在返回正常的漫威宇宙後，與原來的東尼合併，後者在“穿越”期間死亡，但被富蘭克林復活。這個新的東尼擁有原始和青少年東尼的記憶，因此認為自己基本上都是他們兩個。他重獲財富，隨著史塔克企業在東尼去世後被出售給藤川公司 (Fujikawa Corporation) ，他藉著馬修·梅鐸與佛吉·尼爾森的幫助成立了一家新公司史塔克方案 (Stark Solutions) 。他的心臟也恢復了健康。在復仇者改革之後，東尼要求召開聽證會，以便在衝擊事件發生之前調查他的行為。清除了不法行為，他重新加入了復仇者聯盟。

### 2000年代
有一次，東尼的裝甲變得有自我意識。最初，東尼以其改進的戰術能力歡迎這種“活的”盔甲。但盔甲開始變得更具侵略性，不分青紅皂白地殺死並希望完全取代東尼。在荒島上的最後一次對抗中，東尼遭受了另一次心臟病發作。盔甲犧牲自己的存在來拯救其創造者的生命，放棄必要的組成部分，成為東尼的新的人造心臟。這顆新的心臟解決了東尼的健康問題，但它沒有內部電源，因此東尼還是需要依賴定期充電。有意識的裝甲事件讓東尼感到不安，以至於他暫時回到使用他的盔甲的簡單早期模型版本，以避免重複事件。他涉足使用稱為SKIN的液態金屬電路，在他的身體周圍形成一層保護殼，但最終又回歸到更傳統的硬金屬裝甲。
在這段時間裡，東尼與藤川留美子進行了一段戀情，這位富有的藤川公司的女繼承人在“英雄重生”期間接管了他的公司。她與東尼之間的關係經歷了許多高潮和低谷，包括曾與東尼的競爭對手提柏利斯·史東（Tiberius Stone）有一段關係，部分原因是喜歡有趣的她認為東尼過於嚴肅和沈悶。他們的關係最後因留美子死於一名鋼鐵人的冒名者手中而告終。
在鋼鐵人（第3卷）＃55（2002年7月）中，東尼公開表明他的雙重身份是鋼鐵人，沒有意識到這樣做已經使保護他的盔甲免受政府複製的協議無效，因為這些合同聲明鋼鐵人盔甲將由東尼的一名僱員使用，而不是由東尼本人使用。當他發現美軍再次使用他的技術，且其缺陷的性質幾乎導致華盛頓特區發生災難時，東尼幾乎無法避免接受總統任命為國防部長。通過這種方式，他希望監控和指導他的設計如何被使用。
在《復仇者解散》的故事情節中，東尼在對陣拉脫維亞駐聯合國大使的比賽中被迫辭職，並被精神失衡的緋紅女巫操縱，後者摧毀了復仇者聯盟大廈並殺死了幾名成員，包括鷹眼和幻視。東尼作為鋼鐵人公開表態，但繼續使用這種服裝。他加入了復仇者，阻止了超人類監獄筏(Raft)的突破。東尼將復仇者聯盟的基地改為史塔克大廈。幽靈，激光人和間諜大師再次出現並將鋼鐵人從標準的超級英雄故事轉移到處理政治和工業主義。
新復仇者：光照會＃1（2006年6月）顯示，東尼曾參加過與一個包含黑豹、X教授、驚奇先生、黑蝠王、奇異博士和納摩的秘密組織光照會。該組織的目標是製定總體威脅，其中黑豹拒絕會員資格。東尼的目標是為世界上所有超級英雄建立一個管理機構，但其成員的信念卻迫使他們共享重要信息。
“內戰”:在《內戰》故事情節中，幾個無經驗的年輕英雄組成的英雄團體新勇士導致康涅狄格州斯坦福德的幾座城市街區遭到破壞，美國對超人類的抗議一直存在。了解政府提出的計劃後，東尼建議制定一項新計劃，以製定超人類登記法。該法案將強制美國的每個超人類向政府登記其身份並擔任許可特工。該法案將迫使沒有經驗的超人類接受如何使用和控制自己能力的訓練，這是東尼堅信的。自從他與酗酒鬥爭以來，東尼在駕駛裝甲醉酒時幾乎殺死了一名無辜的旁觀者後，承擔了巨大的負擔。雖然驚奇先生和漢克·皮姆都同意東尼的提議，但並不是每個人都同意。美國隊長與其他反登記的超級英雄反對這項法案，與鋼鐵人領導的親註冊英雄發生衝突。當美國隊長投降以防止進一步的附帶損害和平民傷亡時，戰爭結束，儘管他擊敗了東尼。東尼被任命為神盾局的新局長，並組織了一個新的受政府批准的復仇者組織。不久之後，美國隊長在被拘留期間被暗殺，這讓東尼對他的勝利成本抱有很大的內疚和疑慮。
“秘密入侵”:在《秘密入侵》的故事情節中，東尼在奧創接替他的身體後倖存下來後，他發現女蜘蛛人是由一名史克魯爾人假冒的。意識到這是史克魯爾人入侵地球的開始，東尼向光照會揭示這個事實並宣稱他們處於戰爭狀態。在假的黑蝠王顯示自己為史克魯爾人並被納摩殺死之後，他們受到了一個史克魯爾隊伍的攻擊，迫使東尼撤離其他光照會成員並摧毀該地區，殺死了所有的史克魯爾人。意識到他們無法互相信任後，所有成員都分開制定了個人計劃面對這個即將到來的入侵。
東尼無法預測或阻止史克魯爾人對地球的秘密滲透和入侵，且史克魯爾禁用他的史塔克科技技術，該公司在全球防禦方面實際上處於壟斷地位。在入侵之後，美國政府將他作為神盾局的負責人這項職位撤職並解散復仇者聯盟，將該單位的控制權移交給諾曼·奧斯朋。
“黑暗王朝”:由於他的絕境科技失效，東尼上傳了一種病毒來摧毀所有“登記法案”的記錄，從而阻止了奧斯朋學習他的同胞英雄和可以使用的任何東西的身份，包括他的排斥發生器。數據庫的唯一副本是在東尼本人的大腦中。東尼甚至對自己造成腦損傷，以確保抹除相關信息。當奧斯朋趕上衰弱的東尼並打敗他時，小辣椒在世界範圍內播放奧斯朋毆打東尼的畫面，讓奧斯朋的大眾信任度下降並讓世人對東尼公開表示同情。東尼陷入了植物人狀態，之前曾授予唐納德·布萊克（雷神索爾的另一個身分）委託書。儲存在小辣椒的盔甲中的全息信息顯示，東尼已經開發出一種方法，可以在他破壞數據庫之前從他當前狀態“重新啟動”他的思想，布萊克和巴奇·巴恩斯想辦法啟用它來使東尼恢復正常。與此同時，東尼被困在他的潛意識裡，他自己心中的虛構使他無法回到真實的世界。當程序無法啟用時，巴奇打電話給奇異博士，他成功地將東尼恢復到意識狀態。東尼創建的備份是在內戰之前製作的，因此他不記得在活動期間發生的任何事情，儘管他在回顧過去的行為之後仍然總結說他不會做任何不同的事情。他的腦損傷意味著他現在依賴弧形反應器來維持他身體的自主功能。

### 2010年代
“圍城”:在《圍攻》故事情節中，當阿斯嘉遭到襲擊時，東尼在索爾和瑪莉亞·希爾的照顧下被看到。索爾遭到奧斯朋和哨兵的伏擊，但被希爾救了出來。奧斯朋宣布戒嚴，釋放戴肯和哨兵在布羅克斯頓根除索爾和希爾。希爾回到東尼的藏身處，將他帶到一個更安全的地方，年輕的復仇者速度加入了他們，他擁有一套鋼鐵人的三型盔甲，是艾德恩·賈維斯給了美國隊長的。而奧斯朋正在與新復仇者作戰，東尼出現並禁用了奧斯朋的鋼鐵愛國者盔甲。奧斯朋命令哨兵消滅阿斯嘉，而不是讓復仇者擁有它。當發狂的哨兵打敗了黑暗復仇者時，洛基通過命運女神之石賦予他們反擊的力量。哨兵殺死了洛基，激怒了索爾，東尼告訴索爾讓哨兵遠離阿斯嘉，這讓東尼可以在哨兵上方放下一個被東尼操控的空天母艦。當哨兵的邪惡人格虛無再次出現時，索爾被迫殺死了哨兵。不久之後，“超級人類登記法”被廢除，東尼的公司和盔甲被歸還給他。作為他們的英雄主義和他們新的統一的象徵，索爾在守望台曾經站立的史塔克大廈上放置了一個阿斯嘉塔。
“英雄時代”:在2010-2011“Stark：Resilient”的故事情節中，東尼在驚奇先生的幫助下製作了血邊裝甲(Bleeding Edge Armor)。這款新裝甲充分利用嵌入胸部的排斥技術電池為東尼的整個身體和心靈提供動力，從而讓他再次進入絕境狀態。此外，電池作為他的“心臟”運作，是唯一讓他活著的東西。東尼宣布他將組建一家新公司Stark Resilient。他表示他將不再開發武器，而是利用他的排斥技術向世界提供自由能源。賈斯汀·漢默的妻子和女兒潔絲汀·漢默和莎夏·漢默打造了他們自己的裝甲英雄鋼鐵底特律，以東尼作為陸軍領先的武器製造者。東尼的計劃包括建造兩輛衝擊動力汽車。漢默試圖阻止他的努力。第一輛汽車被破壞，而鋼鐵底特律攻擊Stark Resilient的設施，而東尼則測試了第二輛汽車。通過合法的策略，東尼能夠讓漢默停止攻擊並發布關於他的新車的成功商業廣告。
“恐懼本身”:在2011年的“ 恐懼本身 ”故事情節中，地球受到了恐懼之神大蛇神，也就是奧丁長期被遺忘的兄弟的攻擊。在法國巴黎，鋼鐵人與灰石像鬼戰鬥，他已成為莫克（Mokk），信仰的破壞者，大蛇神手下的天選者（Worthy）。莫克讓鋼鐵人失去知覺，並將鋼鐵底特律和巴黎的公民變成了石頭。為了擊敗大蛇神的軍隊，東尼喝了一瓶酒（因此“犧牲了他的清醒”）以獲得奧丁的視覺，奧丁允許東尼進入薩法塔夫漢。東尼和薩法塔夫漢的矮人製造了魔法武器。東尼用注入烏魯金屬的魔法升級他的盔甲，並將完成的武器交給復仇者聯盟，後者使用它們進行最後一場對抗大蛇神的部隊的戰鬥。鋼鐵人看著索爾殺死大蛇神，但在此過程中死亡。戰鬥結束後，東尼將他製造的武器融化，並修復美國隊長的盾牌，後者已被大蛇神打破，並將其交還給美國隊長。在與奧丁進行關於北歐神在最近的危機中缺乏參與的後續爭論中，奧丁給了東尼一個短暫的機會，以他所看到的方式看到宇宙的浩瀚。感謝東尼在最近的危機中所扮演的角色，奧丁恢復了在灰石像鬼失控中喪生的所有人的生命。
“滿大人的回歸和Marvel NOW!”:在故事情節“惡魔 (Demon) ”和“長途跋涉 (The Long Way Down) ”中，東尼被美國政府傳喚，因為有證據表明他在受到影響時使用鋼鐵人盔甲。滿大人和齊克·史坦幫助一些鋼鐵人的老對手的裝甲進行改造升級，並讓他們在世界各地犯下恐怖主義行為，打算詆毀鋼鐵人。布魯斯·巴貝奇將軍(General Bruce Babbage)強迫東尼穿上科技管理者裝置，這是一種允許巴貝奇隨時隨地停用東尼的裝甲的裝置。為了反擊，東尼經歷了一次外科手術，將血邊技術排出體外，並用新模型取代了他的排斥器節點，迫使巴貝奇從他的胸部移除科技調速器。他宣布退役為鋼鐵人，偽造羅德斯的死，並給他一個新的盔甲，使他成為新的鋼鐵俠。這導致了下一個故事情節“未來(The Future)”，其中滿大人控制了東尼的思想，並利用他為居住在他的戒指中的外星靈魂創造了新的裝甲體，但東尼與他的一些老敵人結盟，他們也被滿大人監禁，並設法擊敗他。
Marvel Now的情節中，東尼已達到技術上限。瑪雅·漢森博士去世後，所有銷往黑市的絕境裝甲第2版套件被銷毀，東尼認為地球是不安全的，如果沒有他從最後的邊界學到更多東西。他穿上了他的新裝甲，增加了一個名為PEPPER的人工智能，並在幫助他們阻止巴頓恩族對地球的攻擊後加入了由星爵領導的星際異攻隊。
“至高鋼鐵人”:東尼的性格在樞紐事件中被顛倒了，帶來了更多自己的黑暗面，如不負責任，自負和酗酒。東尼搬遷到舊金山並打造一種全新的全白盔甲。他為舊金山的市民提供了絕境3.0應用程序，這是一種免費提供美容，健康甚至不朽的技術病毒。當城裡的每個人都認為鋼鐵人是一個讓他們的夢想成真的彌賽亞時，他結束了免費試用模式並開始收取每日99.99美元的費用，導致許多人犯罪來支付升級費用。夜魔俠前去對抗東尼，但很輕易被擊倒。鋼鐵人使用絕境3.0暫時恢復了夜魔俠的視覺，只是為了證明他的觀點。夜魔俠推斷東尼已經將絕境病毒添加到供水中，並且僅需以手機傳輸激活信號，但東尼對夜魔俠造成輕微的腦損傷，以防止他向其他人揭露這一事實。
在發現新的惡棍憎惡少年是霍根的兒子之後，東尼決定幫助他，但是這個微小的救贖行為對於小辣椒來說太遲了，他在東尼的心靈基礎上幫助攻擊邪惡的東尼。這最終導致了兩個東尼之間的對抗，因為東尼呼籲所有“受感染”的人在不知情的情況下進行絕境升級，同時人工智能也使用東尼的各種舊裝甲來攻擊他。雖然東尼在技術上贏得了戰鬥，因為他摧毀了他的其他盔甲並刪除了AI備份，但小辣椒表示她計劃透露有關他與絕境病毒的目標的真相，直截了當地通知他，如果他繼續他的絕境升級計畫，他將不得不這樣做，並接受自己被所有認識他的人視為怪物的命運。
“時間流逝”:在“時間流逝”故事情節中，機堡試圖從納摩為破壞地球而創建的開發瓦干達導致東尼被關押。在機堡顯然被殺之後，光照會釋放了東尼，由於光照會不願意讓東尼在他們遇到羅傑斯和復仇者時與他們在一起而被迫逃離。當希阿帝國及其盟友到達並打算摧毀地球時，復仇者和光照會試圖報復。鋼鐵人使用太陽之槌(Sol's Hammer)來摧毀艦隊。入侵仍繼續，羅傑斯質問東尼他所知道的事情。他們之間發生了一場戰鬥，東尼承認他一直撒謊並一直知道替代宇宙 (1610號宇宙) 與正史宇宙 (616號宇宙) 之間的入侵行動。在最後的入侵期間，終極宇宙(Earth-1610)的神盾局對正史宇宙 (Earth-616) 發動全面攻擊，東尼和羅傑斯被一個空天母艦擊中。
“全新全異”:在“秘密戰爭 (2015)”交叉事件發生之後，史塔克回歸正常的自我，沒有任何他性格顛倒的跡象。在“全新全異”事件中看到在宇宙回歸八個月後，東尼在他的實驗室中不停地工作，因為他對身為一個創新者的立場產生了懷疑。由於麻省理工學院的學生對他的一些技術進行了反制設計，史塔克開發了一種新的裝甲，可以根據他自己所處的情況改變形狀。當史塔克的新人工智能星期五告訴他面具夫人已經闖入毀滅城堡的廢墟，他前往拉特維亞調查並遇到一些革命者，然後他們被一名穿著西裝的男人擊敗。令他驚訝的是，鋼鐵人的裝甲計算機顯示他為毀滅博士，且他的臉部完好。毀滅博士接著聲稱他想幫助鋼鐵人。
東尼從毀滅博士那裡得知，面具夫人已經被Wand of Watoomb這把魔杖給誘惑了，東尼前去對抗面具夫人。得知面具夫人與毀滅博士沒有結盟後，東尼遭到了能量衝擊，使他的盔甲受到傷害。星期五設法控制了這套盔甲並將東尼帶到了一個安全的地方。鋼鐵人接著追踪面具夫人到瑪瑞娜戴爾瑞。在找到帶有她信息的錄音機後，東尼受到了幾個帶劍的忍者的攻擊。
鋼鐵人逃脫了忍者們的攻擊，並設法擊敗他們中的大多數，但他們在即將被審訊前就立即自殺了。當面具夫人正在襲擊瑪莉·珍·華生新開的芝加哥夜總會時，鋼鐵人和末日博士及時抵達了那裡。接著瑪麗·珍通過敲掉面具夫人的面具來分散面具夫人注意力，鋼鐵人和末日博士發現面具夫人被一個惡魔附身。末日博士便立即對她進行了驅魔。
奇異博士到達了夜總會並告訴鋼鐵人他會帶面具夫人進行冥想來修復她的精神傷害，然後將她交給神盾局。鋼鐵人也告訴他末日博士幫助他這件事。三天后，鋼鐵人為瑪麗珍提供了一份工作來彌補她的夜總會的損失。在與戰爭機器交談後，東尼與阿瑪拉·佩瑞拉博士(Amara Perera)在一家餐館見面，他們出乎意料地邀請毀滅博士加入，他們希望確保影響面具夫人的惡魔不會影響到史塔克或阿瑪拉。史塔克向瑪麗珍展示了他的合作夥伴。但他們被星期五打斷，因星期五告訴東尼戰爭機器失踪了。在前往東京之前，東尼從瑪麗珍那裡收到彼得·帕克的緊急電話號碼。在東京，戰爭機器的最後一個已知位置，鋼鐵人被蜘蛛人聯繫並告知他正被一群忍者偷偷觀察。後來接露這些忍者為反派科技魔像(Techno Golem)的手下生物駭客忍者(Biohack Ninjas) 
在“內戰2”故事情節中，在擁有預測未來能力的異人尤里西斯·凱恩 (Ulysses Cain) 預測薩諾斯將對天馬計畫(Project Pegasus)的襲擊之後，鋼鐵人反對使用預知能力阻止即將發生的犯罪這種方式。三週之後，在戰爭機器在與薩諾斯的戰鬥中喪生之後，鋼鐵人被召喚到三飛飾。當鋼鐵人知道戰爭機器和终极战队使用尤里西斯的力量伏擊薩諾斯時而導致這項悲劇發生後，他發誓要阻止任何人再次使用這種力量。鋼鐵人滲入新阿提蘭，抓走了尤里西斯。在史塔克大廈，鋼鐵人發誓要了解尤里西斯的預知是如何運作的。異人族前來攻擊史塔克大廈，但被復仇者，终极战队與神盾局阻止了，這時，尤里西斯看到另一個影像，他投射出他所看到的影像給鋼鐵人和在場的所有人，畫面展示了狂暴的浩克站在被擊敗的英雄們的屍體上。英雄們接著去找到殺死了浩克的鷹眼，鷹眼聲稱，班納當時即將變身為浩克，而班納此前曾要求鷹眼殺死他假如他又變成綠巨人。東尼對這次使用尤里西斯的力量感到厭惡與作嘔。當他對尤利西斯大腦的分析完成後，東尼表示了尤里西斯並沒有真正看到未來，只是他的大腦匯集了大量數據來預測可能的結果。儘管驚奇隊長繼續使用這些影像作為打擊犯罪的資源，東尼還是反對分析人物這種方式。但在東尼的一方綁架了一名女子，因尤里西斯看到的影象認定她是一名偽裝的九頭蛇特工後，東尼一方與卡蘿一方產生了對峙。
在之後的情節中，鋼鐵人發現他的親生母親實際上是一名叫做阿曼達·阿姆斯特朗 (Amanda Armstrong) 的女人，她將他收養給神盾局的霍華·史塔克和瑪麗亞·史塔克，而他的親生父親則是一名名叫裘德 (Jude) 的九頭蛇雙重間諜。
“Marvel NOW!”:2016年7月，東尼將鋼鐵人的稱號交給一名名叫莉莉·威廉斯(Riri Williams)的15歲女孩。莉莉是一名麻省理工學院的學生，她用廢件打造了自己的鋼鐵人套裝，因此引起了史塔克的注意。另一個以鋼鐵人為標題的系列名為“臭名昭著的鋼鐵人”首次亮相，以毀滅博士為主角，展示了他的鋼鐵人盔甲版本並取代東尼。這是因為史塔克在內戰2中與驚奇隊長的最後對抗期間遭受嚴重傷害，丹佛斯的毆打讓史塔克處於昏迷狀態，但由於史塔克多年來對自己進行了不明的試驗，所以他仍然活著。
“作為AI存在”:在史塔克在內戰結束後對自己進行實驗之後，野獸得出結論，唯一的選擇是讓實驗在治愈東尼並自行恢復方面發揮作用。在無敵鋼鐵人＃1中，史塔克的一名員工向莉莉·威廉斯發送了一份人工智能，其中包含東尼·史塔克的意識副本，以幫助她控制和指導她自己版本的鋼鐵人盔甲。這個人工智能直接從東尼的大腦中復制，給予了感知，因此威廉斯評論史塔克作為“科技幽靈”存在。作為一個人工智能，史塔克可以作為一個實光物體四處走動，並且能夠遠程控制他龐大數量的鋼鐵人套裝。在強大的驚奇隊長＃3中，東尼AI前往南極洲並訪問驚奇隊長，意圖解決他們在內戰2的分歧，驚奇隊長向東尼道歉，因為她的後悔，他們最終和解了並再次成為盟友。
在“秘密帝國”故事情節中，東尼AI再次成為鋼鐵人並了解到美國隊長對他們的背叛與他是為何成為九頭蛇特工的 (被宇宙魔方改寫現實而相信自己為九頭蛇成員) 。當九頭蛇將征服整個美國時，東尼AI帶領一支名為地下團隊 (Underground) 的隊伍找到了宇宙魔方，想辦法讓羅傑斯恢復正常自我。東尼和他的團隊變得急躁並想盡辦法尋找宇宙魔方的碎片。接著鋼鐵人和他的團隊被美國隊長和他的九頭蛇團隊阻擋。兩支隊伍相遇了，他們被漢克·皮姆博士(與奧創融合為一體)捕獲，迫使兩支團隊一起坐在餐桌。在“晚餐”期間，皮姆揭示了有關九頭蛇復仇者的成員信息 - 索爾與九頭蛇合作重拾妙摩尼爾，緋紅女巫被曲桑恩附身並控制，而幻視則受到九頭蛇的病毒影響，也成為了九頭蛇的復仇者。漢克·皮姆表示他這樣做是因為復仇者多年來變得不那麼像一個家庭了，因為他們中的很多人都開始服從美國隊長或鋼鐵人，儘管過去的經驗證實這並不總是一個好主意，但東尼反嗆說團隊會變得不像家庭的唯一原因是因為漢克對黃蜂女的虐待。被激怒的漢克因與奧創融合，而想要殺死所有人，但蟻人透過說服漢克仍然是他自己來平息他。最後漢克允許地下團隊帶著宇宙魔方的碎片離開，認為任何一方都不應該優於另一方。回到美國後，九頭蛇至尊(美國隊長)強迫納摩簽署和平條約，該條約讓美國隊長能夠進入亞特蘭提斯的尋找宇宙魔方碎片，但是他並不關心誰會獲得碎片，因為他在東尼的地下團隊中有一名內奸。接著在加入九頭蛇的索爾和被九頭蛇複活並領導的浩克襲擊地下團隊的基地與平民的避難所-山脈(The Mount)之後，鷹眼和其他英雄撤離了平民。隨著山脈被破壞，九頭蛇至尊 (美國隊長) 和鋼鐵人開始戰鬥。東尼AI啟動了山脈的“清除機制”，炸毀山脈，也炸死了九頭蛇夫人，然後向史蒂夫·羅傑斯為了他們過去的分歧而道歉，東尼AI倖存下來，並且在此之後，幫助英雄將碎片拿回來並一起拿下九頭蛇。原來的美國隊長擊敗他的九頭蛇自我，東尼與所有人開始慶祝他們的勝利。
“漫威傳承”:瑪麗珍和史塔克的其他員工發現史塔克的身體已經消失，儘管幾小時前進行的測試顯示沒有改善或大腦活動的跡象。東尼的昏迷身體被帶到多佛的史塔克工業園區。當他的生物系統重新啟動時，他醒了過來，接著他躲藏起來，直到他完全恢復。為了確定詹姆斯·羅德斯是否處於與他所處的相似的狀態，東尼·史塔克從阿靈頓公墓挖掘出他的身體並啟動他的生物系統。之後，鋼鐵人和戰爭機器打敗了紅兜帽，讓史塔克工業公司不再陷入紅兜帽的手中，他換上了他的絕境盔甲。在他復活後，他前去打敗裘德，他的親生父親，也是一名九頭蛇的雙面間諜。

## 能力

### 雄厚的財富
由於東尼是史塔克工業的老闆，因而擁有富可敵國的財產，除了是復仇者聯盟的成員外亦是復仇者聯盟的贊助者之一。

### 裝甲賦予的能力
鋼鐵人擁有能賦予他超人的力量和耐力、飛行能力和設有多種高科技武器的動力服，裝甲是由東尼本人親自設計並且大部份時間都是由他所穿戴的。東尼本身就是一位在美國十分著名的億萬富翁和軍火製造商，以他獨特的生活方式和其天才級智商和發明天賦而聞名。其他曾經成為鋼鐵人的人包括多年來的夥伴與摯友詹姆斯·羅德斯（戰爭機器）、親信快樂·霍根以及保鑣麥可·歐布萊恩。
鋼鐵人動力服的外觀和能力會隨著東尼不斷改造和更新其裝甲的技術而持續變化，尤其是他的動力服，鋼鐵人的裝甲一開始是灰色的，但東尼發現這樣的外貌會造成大眾恐慌，因此他將裝甲重新烤漆成金色（《懸疑故事》#40）。
這副笨重的裝甲在《懸疑故事》#48中被改良成較貼身設計的造型，顏色赤換成紅金相間，這個造型成為往後鋼鐵人的基本樣式，但「白銀戰將」（Silver Centurion）這套裝甲則是一個特例，有著金色和銀色的造型，這套裝甲是專門設計用來對抗鐵霸王的巨型動力服，東尼持續使用這套裝甲直到第一次裝甲戰爭（Armor War）結束為止。
鋼鐵人的力量和能力來自於他穿著的動力服，此裝甲由原本笨重的鐵甲裝慢慢進化更新成分子重整排序後的結晶鐵經過磁場強化後覆蓋於鈦等幾層其他金屬上，形成一個有韌性但又極度堅實且能提供極高防禦力的外殼。
裝甲賦予了東尼超人的力量及飛行能力，其能源來自多種來源的總和，包括太陽能、電池和一部內建以吸收貝塔粒子為燃料的發電機，裝甲還可以吸收周遭的能源例如熱量和動能並轉化成電力，甚至可以直接吸收電力來為電池充電。
東尼還加裝了噴射推進器足以讓他拖著一整列火車前進；而小型的護目鏡能在緊急的時候保護東尼的雙眼，除此之外，裝甲還可以完全與外界隔離，讓鋼鐵人可以在真空或海底行動，具備內建的維生系統，並可隔絕放射線。
裝甲的操控系統是藉由頭盔中的神經機械學界面讀取東尼的腦波進行運作，由東尼自行編寫程式設計的一部具人工智慧操控系統的高科技電腦能利用裝甲內部和外部的感應器提供戰略資訊與裝甲的即時狀態報告，東尼為了確保裝甲不會自主暴走而曾經設立了防護系統，但這些系統曾一度被破壞。
裝甲的武器系統也隨著時間不斷地演進，但鋼鐵人的制式攻擊武器一直都是其經由手套的掌心發射出的衝擊光束（Repulsor Ray），內建在各套裝甲中的武器包括由胸口發射的單束光砲（Uni-Beam）；隨著運行吸收周圍的動能的脈衝光，運行的距離越遠就越強大；電磁衝波發射器；以及能量護盾，其他的功能包括了發射極凍光線（Ultra-Freon），製造和操控磁場，音波砲和用來製造誘餌的全像製造器。
除了一般時期穿著的泛用功能裝甲，東尼還研發了數套特殊功能裝甲讓他可以適應太空旅行、深海潛水和匿蹤潛行等狀態。東尼還以他稱為模組裝甲的外加組件改造出如浩克毀滅者等的重型裝甲，設計來增強裝甲的力量與耐力讓他足以單挑浩克。
後來還有一套專門設計用來對抗雷神索爾的裝甲，是東尼根據索爾的宿敵毀滅者所改造出，使用的是秘法能源烏魯（Uru），東尼在裝甲戰爭時期發明出一種電子盒，當放置在東尼的裝甲上時可以燒毀機件以癱瘓裝甲，但此電子盒對後來研發的款式並無任何效用。
鋼鐵人在與藉絕境病毒（Extremis）強化後的敵手麥倫（Mallen）交戰後受到重傷，東尼將改造過後的生化科技病毒注入自己的神經系統（稱為絕境改造（Extremis Process）），不但救了自己的性命，還將裝甲與自己的肉體融合在一起。這讓他可以將鋼鐵人裝甲的內層儲存在自己骨骼中空的部份，並可藉腦部的思緒直接進行控制。
東尼可以控制自己皮膚下的裝甲內層，讓裝甲由四肢上的數個出口顯現出來，在皮下形成金色的神經界面，當東尼進入此狀態時，他可以以機靈感應遠端控制裝甲，而且即使裝甲在一百英里遠處外仍可在任何時候著裝，除此之外，絕境改造還增強了東尼的身體的治癒能力；他還可以遠端連接外部的通訊系統，像是全世界的衛星，行動電話與電腦。
由於裝甲的操控系統現在已經直接與東尼的神經系統相串連，裝甲的反應速度已經大幅度地提升，讓東尼具有“費落感應（Phera-Sense）”能力，東尼分析他給予蜘蛛人的“蜘蛛裝甲（Spider-Aromr）”所蒐集到的蜘蛛人的神經生理資訊，不但創造出他自己的版本的“蜘蛛感應（Spider-Sense）”，還能誘使蜘蛛人的蜘蛛感應發出假的警訊，讓蜘蛛人失去感應能力。
他的流體共生裝甲（Endo-Sym Armor）結合了流體智能金屬和共生體，由東尼精神控制。
在秘密戰爭後，東尼使用了一套更加流線型的盔甲，並利用奈米科技來塑造轉變為其他盔甲或武器。

### 天才級的智商
東尼是一位富有創造力的天才，他在數學、物理學、化學和計算機科學方面的專業知識可以與驚奇先生、漢克·皮姆（初代蟻人）和布魯斯·班納（浩克）相媲美，他在電機工程學和機械工程學方面的專業知識甚至超越了他們。東尼是漫威宇宙中最聰明的人之一，他於17歲時便以第一名的成績畢業於麻省理工學院，獲得物理學和工程學的高級學位，並進一步發展了他的知識，隨著時間的推移，他的專業知識延伸到他能處理困難的情況的聰明才智，例如強大的敵人和致命的陷阱，他能夠以非正統但有效的方式使用可用的工具，包括他的動力服。他在商業界備受尊重，能夠在談到經濟問題時引起人們的注意，多年來建立了好幾家賺了數百萬美元的公司。他以對他的員工的回饋以及他的商業道德著名。因此，在他發現他向末日博士出售了一些有利但非法的產品時，他立即解雇了一名員工。同時他致力於自己的事業中反饋給環境。此外，東尼擁有巨大的商業和政治敏銳性。在多次失去史塔克企業的經營權後，他多次重新獲得對公司的控制權。

### 其他能力
由於他是光照會的成員，因此獲得了保護無限寶石中的空間寶石的權利，空間寶石允許用戶存在於任何位置（或所有位置），在整個宇宙中的任何位置移動任何對象並扭曲或重新排列空間。
東尼以身為一名未來派藝術家而感到自豪。當東尼一度無法使用他的裝甲時，他曾經要求美國隊長訓練他戰鬥技巧，因此他的體能亦十分強健。

## 其他媒體

### 電影
- 漫威電影宇宙：由小勞勃·道尼飾演「鋼鐵人」東尼·史塔克。
  - 《鋼鐵人》（2008年）
  - 《無敵浩克》（2008年）：片尾客串
  - 《鋼鐵人2》（2010年）：由達文·蘭森（Davin Ransom）飾演幼年時的東尼·史達。
  - 《復仇者聯盟》（2012年）
  - 《鋼鐵人3》（2013年）
  - 《復仇者聯盟2：奧創紀元》（2015年）
  - 《美國隊長3：英雄內戰》（2016年）
  - 《蜘蛛人：返校日》（2017年）
  - 《復仇者聯盟3：無限之戰》（2018年）
  - 《復仇者聯盟：終局之戰》（2019年）

#### 動畫電影
- 《終極復仇者》及續集《終極復仇者2》，由馬克·瓦登（Marc Worden）配音。
- 《無敵鋼鐵俠》，由馬克·瓦登配音。
- 《少年復仇者：英雄再現》，由湯姆·凱恩（Tom Kane）配音。
- 《變形俠醫外傳：遙遠星球》，由馬克·瓦登配音。
- 《無敵破壞王2：網路大暴走》（2018年）

### 電視
- 《漫威超級英雄（英语：The Marvel Super Heroes）》
- 《鋼鐵人（英语：Iron Man (TV series)）》
- 《鋼鐵人：裝甲冒險》
- 《鋼鐵人 (2010年日本動畫)（日语：アイアンマン (2010年のアニメ)）》，由藤原啟治配音。
- 《天雷爭霸：復仇者聯盟》，由花輪英司配音。
- 《未來復仇者聯盟（日语：マーベル フューチャー・アベンジャーズ）》，由花輪英司配音。
- 漫威電影宇宙：由米克·温格特聲演。
  - 《無限可能：假如…？》第一季（2021年）、第二季（2023年）[4][5]：動畫劇集

### 遊戲
- 《漫威英雄 Online》：玩家創角時可選擇鋼鐵人為遊戲角色，或另付費購買。
- 《MARVEL未來之戰》：手機遊戲，鋼鐵人是玩家可使用的角色之一,為首名T4角色。
- 《美國超人》，對戰格鬥遊戲。玩家可使用的角色之一。
- 《美國超人VS卡普空群雄2》，3對3形式對戰格鬥遊戲。玩家可使用的角色之一，可以和戰爭機器組隊使出超必殺合體技。
- 《美國超人VS卡普空群雄3》，3對3形式對戰格鬥遊戲。玩家可使用的角色之一。
- 《鋼鐵人VR（英语：Iron Man VR）》
- 《漫威超級戰爭》
- 《漫威復仇者聯盟》：由諾蘭·諾斯配音。
- 《MARVEL未來革命》
- 《漫威午夜之子》
- 《漫威爭鋒》：由喬許·基頓（英语：Josh Keaton）配音。

### 遊樂設施
- 鐵甲奇俠飛行之旅
- 蟻俠與黃蜂女：擊戰特攻！

## 主要敌人
- 超智機構
- 滿大人
- 軍火庫（英语：Arsenal (Marvel Comics)）
- 奧德區·齊禮安（英语：Aldrich Killian）
- 暴風雪（英语：Blizzard (comics)）
- 血紅兄弟（英语：Blood Brothers (comics)）
- 冷血（英语：Coldblood）
- 緋紅斗篷（英语：Crimson Cowl (Justine Hammer)）
- 控制者（英语：Controller (Marvel Comics)）
- 非凡龍（英语：Fin Fang Foom）
- 緋紅機甲（英语：Crimson Dynamo）
- 鋼鐵底特律（英语：Detroit Steel）
- 末日博士
- 放火者（英语：Firebrand (Marvel Comics)）
- 火能（英语：Firepower (comics)）
- 幽靈
- 催眠提雅（英语：Hypnotia）
- 莫奧勒（英语：Mauler (comics)）
- 米達斯（英语：Midas (comics)）
- 奇爾森 迪威特（英语：Kearson DeWitt）
- 鐵木真（英语：Temugin）
- 奧提莫（英语：Ultimo (Marvel Comics)）
- 殺手帥克（英语：Killer Shrike）
- 鈦人（英语：Titanium Man）
- 鞭狂（英语：Whiplash (comics)）
- 賈斯汀·漢默（英语：Justin Hammer）
- 莎夏·漢默（英语：Sasha Hammer）
- 鐵霸王
- 恐怖騎士（英语：Dreadknight）
- 魔多客
- 激光人（英语：Living Laser）
- 面具夫人（英语：Madame Masque）
- 稻草人（英语：Scarecrow (Marvel Comics)）
- 恐嚇夫人（英语：Sunset Bain）
- 桑邱里恩（英语：Sunturion）
- 熔爐（英语：Melter）
- 熔岩人（英语：Magma (Jonathan Darque)）
- 間諜大師（英语：Spymaster (comics)）
- 王秋（英语：Wong-Chu）
- 獨角獸（英语：Unicorn (comics)）
- 黃爪（英语：Yellow Claw (comics)）
- 齊克·史坦（英语：Zeke Stane）

## 外部連結
- 漫画书数据库：Iron Man (Tony Stark)
- Iron Man （页面存档备份，存于） at Cover Browser
- "Stark Reality: A Different Hero for Different Times" by Ian Chant （页面存档备份，存于） - PopMatters.com
- Advanced Iron (fanzine)
- Iron Man Library